# Thord Sundquist
Thord Knut Sundquist, född 22 december 1935 i Jukkasjärvi i Norrbottens län, död 13 januari 2007 i Alicante i Spanien, var en svensk tecknare och grafiker.
Han var son till tjänstemannen Knut Oskar Sundquist och läraren Hertha Ingeborg Maria Hägglundh och från 1957 gift med Monica Elisabeth Olsson. Sundquist studerade vid Konstfackskolan i Stockholm 1951–1952 och akademistudier i Paris 1953 samt Otte Skölds målarskola 1954 och för Nils Wedel vid Slöjdföreningens skola i Göteborg 1955–1957 samt självstudier under resor till Bretagne, Svolvaer och Amerika. Efter studietiderna var han huvudsakligen verksam som illustratör och bokomslagstecknare; bland annat tecknade han många av omslagen till Zebraserien. Som grafiker arbetade han med träsnitt, torrnål, akvatint, mjukgrundsetsning och kopparstick. Separat ställde han ut i Kiruna 1953, och han medverkade i Nationalmusei utställning Unga tecknare.